# Ramon Carreras Juanico
Ramon Carreras Juanico (Barcelona, 1955) és esquiador, entrenador i directiu esportiu.
Entrenador de l'equip d'esquí del Club Alpí Núria Masella Cerdanya (CANMC) el qual presidí entre el 1991 i el 1995 i creà les seccions d'esquí de fons, surf de neu, BTT i telemarc, va ser organitzador de nombrosos campionats d'esquí d'àmbit català i estatal. Soci fundador de l'Associació Espanyola de Trineus i Pulka i del Club BTT la Molina. El 1995, ocupà la presidència de la Federació Catalana d'Esports d'Hivern fins al 2013. Va formar part la comissió directiva de la Candidatura Barcelona Pirineus 2022 per als Jocs Olímpics d'Hivern. Durant el seu mandat va impulsar noves modalitats com el cúrling i el luge, va crear nous centres de tecnificació, col·laborà activament amb les estacions d'esquí catalanes i va promocionar la celebració de grans competicions a Catalunya, com la Copa del Món femenina el 2008 i el Mundial 2011 de surf de neu a la Molina. El 2008 també va presidir el Comitè Organitzador del Centenari de l'Esquí a Catalunya. Ha estat vicepresident de la Reial Federació Espanyola d'Esports d'Hivern i membre de la Federació Internacional d'Esquí. Va formar part del Comitè Olímpic Català.
Autor del llibre: "LIBERTAD EN LOS APALACHES: Meditaciones de nieve Zen, la Naturaleza, la montaña el esquí y la espiritualidad"
www.ramoncarreras.cat